# Colonne de la Victoire (Berlin)
Pour les articles homonymes, voir Colonne de la Victoire.
La colonne de la Victoire (Siegessäule [ˈziːɡəsˌzɔɪlə]  en allemand) est une colonne d'apparat monumentale qui s'élève au centre du Großer Tiergarten, à Berlin, en Allemagne.
Située sur un rond-point appelé Großer Stern (la « grande étoile »), au croisement de quatre grandes avenues, elle se trouve à mi-parcours de l'une d'entre elles, la rue du 17 juin, initialement denommée « Charlottenburger Chaussee » car elle menait du château de Berlin à la résidence d'été des rois de Prusse, le château de Charlottenbourg. Pour une hauteur de 67 mètres au total, il faut monter 285 marches pour arriver jusqu'au sommet.

## Historique
La Siegessäule commémore les campagnes prussiennes de 1864, 1866, et 1870 contre le Danemark, l'Autriche et la France.
À l'origine, la colonne se trouvait sur la place de la République (anciennement Königsplatz), face au palais du Reichstag. Elle a été transférée en 1938 à son emplacement actuel.
Sa construction commença en 1864 afin de célébrer la victoire sur le Danemark, après la guerre des Duchés.
L'histoire du monument renvoie donc à une allégorie d'une Prusse triomphante. Des militaires parcouraient au pas de l'oie la rue du 17 juin depuis la porte de Brandebourg lors de défilés. Deux ans plus tard, les Prussiens étaient de nouveau victorieux à l'issue de la guerre contre l'Autriche.
Au moment de son achèvement, en 1873, la Prusse avait vaincu la France, après la guerre de 1870/1871. La Siegessäule symbolisa donc aussi l'avènement du nouvel Empire allemand.
Le déplacement sur son site actuel par les nazis en 1938-1939 (elle était déjà à cet emplacement lors de la parade pour les 50 ans d'Hitler en avril 1939) la sauva probablement des destructions de la fin de la guerre, puisque la zone entourant son emplacement d'origine fut réduite à un tas de gravats.
Après la bataille de Berlin, le 2 mai 1945, des soldats polonais ont accroché leur drapeau national en haut de la colonne. Lors du conseil de contrôle du 13 mai 1946, il est émis une directive relative à la suppression des monuments et musées allemands militaires et nazis, afin de détruire tout ce qui tend à glorifier la tradition militaire allemande, dont la colonne de la Victoire. Les Français voulaient démolir la colonne mais les Britanniques et les Américains s'y opposèrent, les Soviétiques s'abstenant. Les débats entre les alliés se poursuivent jusqu'en 1947 où le statu quo est définitivement acté.
Les bas-reliefs au bas de la statue, aux illustrations hostiles à la France, disparaissent dans des conditions obscures aux lendemains de la Seconde Guerre mondiale. Ils sont alors confisqués par la France. Il faut attendre les célébrations du 750e anniversaire de la ville en 1984 et 1987 pour que le quatrième bas-relief soit rendu sur décision du président français François Mitterrand.

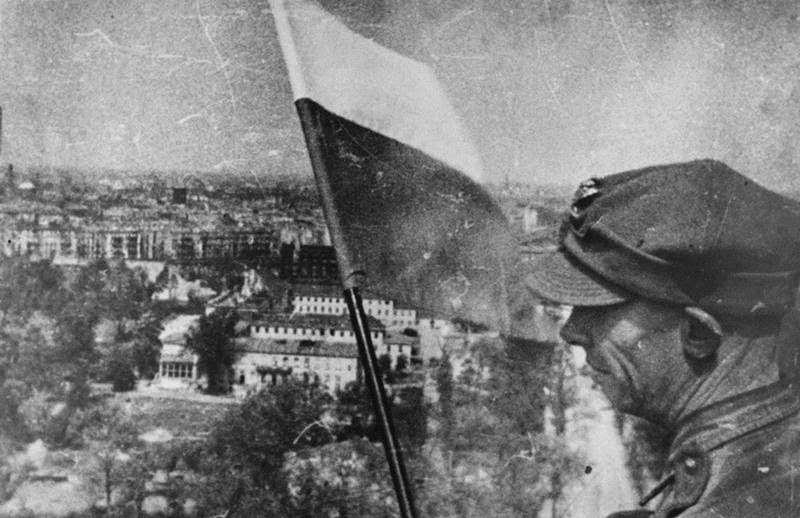
Le drapeau polonais hissé sur la Colonne de la Victoire à Berlin le 2 mai 1945 par des soldats polonais.

## Description

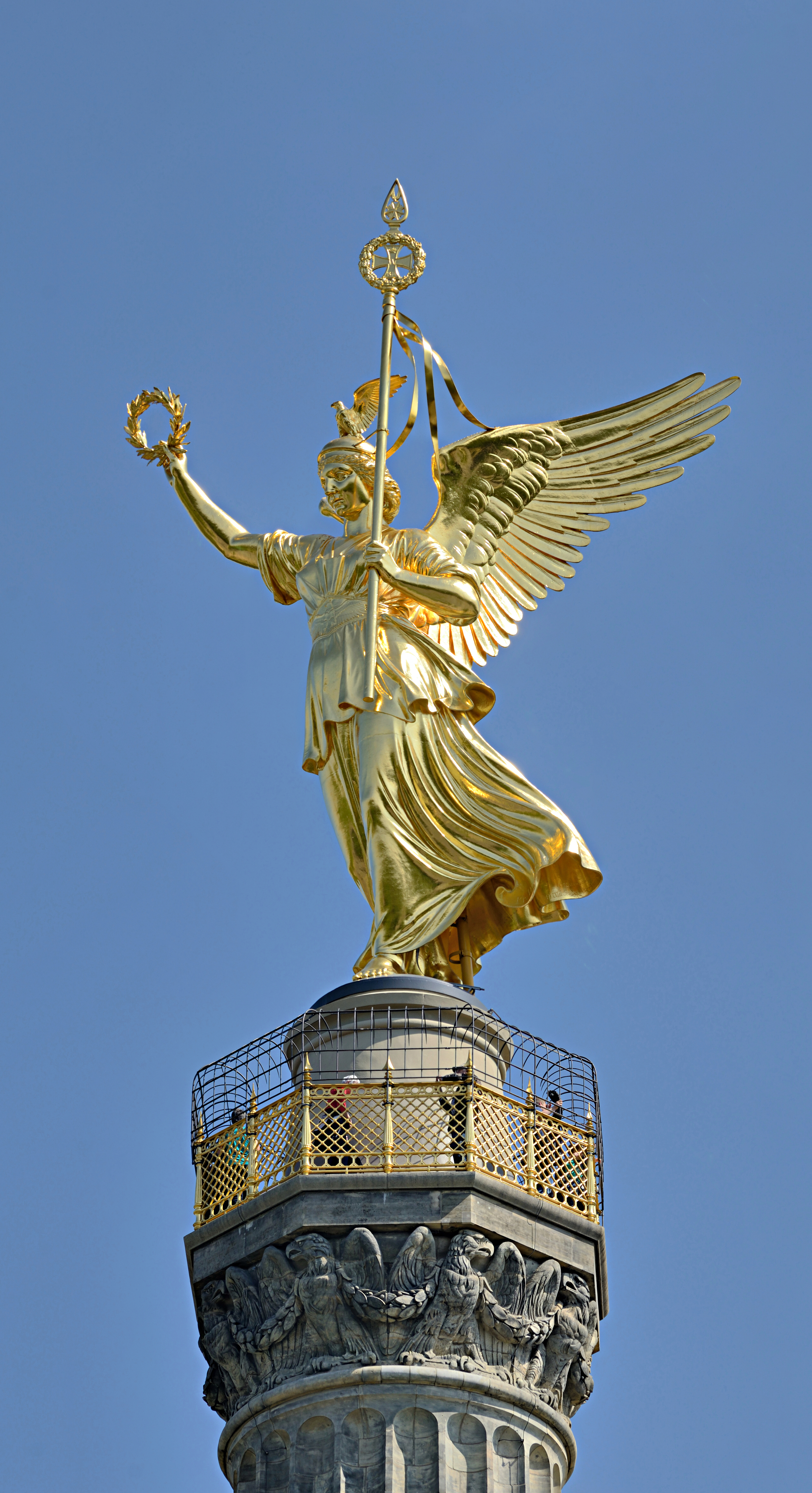
La statue dorée de Victoria.

La hauteur totale actuelle de la colonne est de 67 mètres ; elle a été surélevée de 7,5 mètres en 1939, lorsque les nazis l'ont déplacée à son emplacement actuel. Elle a été restaurée dans les années 1980. Seul un escalier de 285 marches, placé dans le fût de la colonne, permet d'atteindre son sommet. On y trouve une statue dorée de 8,30 mètres de hauteur et de 35 tonnes, œuvre de Friedrich Drake, qui représente la déesse grecque de la victoire, Victoria, figure allégorique traditionnelle de la Prusse.
La rotonde est ornée d'une mosaïque d'Anton von Werner, réalisée par l'atelier vénitien Salviati, retraçant l'histoire de l'unité allemande.
Le socle carré, décoré de bas-reliefs d'Albert Wolff, relate les guerres connues en Allemagne sous le terme de « guerres d'unification (de) » comprenant la guerre des Duchés de 1864, la guerre austro-prussienne de 1866 et la guerre franco-prussienne de 1870-1871. La France y est représentée attaquant une Germanie prospère et paisible, qui se défend et écrase l'ennemi.

## Inspirations
- La statue de l'Ange de l'Indépendance, à Mexico, s'inspire de celle de la Siegessäule.
- La statue est filmée dans Les Ailes du désir (1987) de Wim Wenders. C'est un lieu d'observation pour les archanges protecteurs.
- Le magazine queer berlinois Siegessäule fait également référence à la colonne, probablement en lien avec sa forme phallique et à sa situation au centre du Tiergarten, parc réputé pour être un lieu de cruising homosexuel.